# Kevin Rudolf
Kevin Rudolf (né le 17 février 1983) est un chanteur auteur-compositeur américain. Il a signé avec le label Cash Money Records/Universal Republic Records. Son premier tube fut Let It Rock en featuring avec Lil Wayne (la chanson fut le thème musical officiel de l'évènement de catch de la World Wrestling Entertainment, le Royal Rumble 2009) et le second Welcome To The World en featuring avec Rick Ross (et une autre en featuring avec Kid Cudi) tous deux tirés de l'album In the City. De plus, on le voit en compagnie de David Rush, Pitbull et LMFAO dans le titre Shooting star. Il est à l'origine du titre I Made It qui est la musique officielle d'un autre évènement de catch : WrestleMania XXVI ainsi que de "Don't Give Up" qui est celle de SummerSlam 2012, et aussi  "Champions" qui est celle de Night of Champions 2012.

## Biographie

### Enfance
Rudolf a grandi à New York, sa mère était chanteuse. Pendant son adolescence, il joue dans des bars avec un groupe amateur. Il commence à enregistrer sa propre musique après avoir acheté un ordinateur et un synthétiseur.

### Carrière musicale
En 2003, Kevin Rudolf commence à travailler avec Timbaland et joue à la guitare dans le single de Lil' Kim The jump off.
Son premier album, In the city, sort le 24 novembre 2008 aux États-Unis. La chanson Let it rock en featuring avec Lil Wayne est le thème officiel du Pay-per-View de la WWE Royal Rumble 2009. En 2009, il organise sa première tournée aux États-Unis : Let It Rock Tour.
Son second album, To the sky, est sorti le 15 juin 2010. Le premier extrait est I Made It (Cash Money Heroes) en featuring avec Lil Wayne, Jay Sean et Birdman. Ce morceau est le thème officiel de WrestleMania XXVI. De plus, il a composé un titre pour la saison 3 de WWE NXT s'intitulant You Make The Rain Fall avec Flo Rida en featuring.
L'égérie de la WWE prépare également un nouvel album sur lequel Universal Deutch Records a fait appel à de nouveaux producteurs européens, certains bien connus aux États-Unis, comme le beat-clubbeur David Guetta, où d'autres plus méconnus, tel que le Norvégien Poy'D et le Français Fox Master Flex qui marquent sur cette opus le début de leur carrière musicale.

## Discographie

### Albums studio
| Année | Titre                                                                  | Classement des ventes | Classement des ventes |
| Année | Titre                                                                  | US                    | CAN                   |
| ----- | ---------------------------------------------------------------------- | --------------------- | --------------------- |
| 2008  | In the City - Sortie : 24 novembre 2008 - Label : Cash Money/Universal | 94                    | 74                    |
| 2010  | To the Sky - Sortie : 15 juin 2010 - Label : Cash Money/Universal      | -                     | -                     |

### Singles
| Année             | Titre                                                                  | Classement des ventes | Classement des ventes | Classement des ventes | Classement des ventes | Classement des ventes | Classement des ventes | Classement des ventes | Certifications    | Album                |                   |                   |                   |
| Année             | Titre                                                                  | US                    | US Pop                | CAN                   | AUS                   | UK                    | IRL                   | GER                   | Certifications    | Album                |                   |                   |                   |
| Singles officiels | Singles officiels                                                      | Singles officiels     | Singles officiels     | Singles officiels     | Singles officiels     | Singles officiels     | Singles officiels     | Singles officiels     | Singles officiels | Singles officiels    | Singles officiels | Singles officiels | Singles officiels |
| ----------------- | ---------------------------------------------------------------------- | --------------------- | --------------------- | --------------------- | --------------------- | --------------------- | --------------------- | --------------------- | ----------------- | -------------------- | ----------------- | ----------------- | ----------------- |
| 2008              | "Let It Rock" (featuring Lil Wayne)                                    | 5                     | 6                     | 2                     | 3                     | 5                     | 4                     | 10                    | - US : 4x Platine | In the City          |                   |                   |                   |
| 2009              | "Welcome to the World" (featuring Rick Ross)                           | 58                    | 34                    | 59                    | 42                    | 77                    | 35                    | 41                    |                   | In the City          |                   |                   |                   |
| 2010              | "I Made It (Cash Money Heroes)" (featuring Birdman, Jay Sean Lil Wayne | 25                    | 31                    | 44                    | 4                     | —                     | —                     | —                     |                   | To the Sky           |                   |                   |                   |
| 2012              | Don't Give Up                                                          |                       |                       |                       |                       |                       |                       |                       |                   |                      |                   |                   |                   |
| 2012              | Here We Are (Champions) (ft. fred durst ,Birdman and Lil Wayne)        |                       |                       |                       |                       |                       |                       |                       |                   |                      |                   |                   |                   |
| Collaborations    |                                                                        |                       |                       |                       |                       |                       |                       |                       |                   |                      |                   |                   |                   |
| 2008              | Shooting Star (David Rush feat. LMFAO, Pitbull & Kevin Rudolf)         | —                     | —                     | —                     | —                     | —                     | —                     | —                     |                   | Feel the Rush Vol. 1 |                   |                   |                   |
| 2009              | "Fading Away" (Shaggy feat. Kevin Rudolf & Lil Jon)                    | —                     | —                     | —                     | —                     | —                     | —                     | —                     |                   | Shagganuot           |                   |                   |                   |
| 2009              | "I Want it All" (Birdman feat. Lil Wayne & Kevin Rudolf)               | —                     | —                     | —                     | —                     | —                     | —                     | —                     |                   | Pricele$$            |                   |                   |                   |
| 2010              | "One Way Trip" (Lil Wayne feat. Kevin Rudolf)                          | —                     | —                     | —                     | —                     | —                     | —                     | —                     |                   | Rebirth              |                   |                   |                   |
| 2010              | "Just Say So" (Brian McFadden feat. Kevin Rudolf)                      | —                     | —                     | —                     | —                     | —                     | —                     | —                     |                   | Wall Of Soundz       |                   |                   |                   |

### Vidéoclips
| Année | Titre                           | Album       | Réalisateur(s)             |
| ----- | ------------------------------- | ----------- | -------------------------- |
| 2008  | "Let it Rock"                   | In the City | Justin Francis             |
| 2009  | "Welcome to the World"          | In the City | Jeff Panzer/Bill Yukich    |
| 2010  | "I Made It (Cash Money Heroes)" | To the Sky  | Jeff Panzer/David Rousseau |

### Apparitions musicales
| Instrument(s)  | Année | Titre           | Album                          | Artiste(s)                                           |
| -------------- | ----- | --------------- | ------------------------------ | ---------------------------------------------------- |
| Guitare, Basse | 2005  | Thinking of You | Certified                      | David Banner (feat. Case)                            |
| Guitare        | 2006  | Say It Right    | Loose                          | Nelly Furtado                                        |
| Guitare        | 2006  | Scream          | Timbaland Presents Shock Value | Timbaland (feat. Keri Hilson and Nicole Scherzinger) |
| Guitare        | 2006  | Release         | Timbaland Presents Shock Value | Timbaland (feat. Justin Timberlake)                  |
| Guitare        | 2006  | My Style        | Monkey Business                | Black Eyed Peas (feat. Justin Timberlake)            |